# 気仙沼市立唐桑小学校
気仙沼市立唐桑小学校（けせんぬましりつ からくわしょうがっこう）は、宮城県気仙沼市唐桑町明戸にある公立小学校。通称「唐小（からしょう）」。

## 概要
2009年（平成21年）10月、ユネスコスクール加盟。2016年（平成28年）9月、ユネスコ･アジア文化センター (ACCU)よりサステイナブル・スクー ル認定を受ける。12月には第7回ESD大賞においてユネスコスクール最優秀賞受賞する。2020年（令和2年）12月、宮城県30年連続健康な口腔とよい歯の学校表彰を受ける。2021年（令和3年）教育課程特例校指定を受け「海と生きる探究活動」の時間を新設し特別の教育課程を編成している。

## 沿革

### 略歴
1873年（明治6年）紫微・中井・諏訪に前身となる3校が創立される。唐桑小学校、唐桑中等小学校、唐桑尋常小学校、唐桑尋常高等小学校、唐桑国民学校、唐桑村立唐桑小学校、唐桑町立唐桑小学校と改称し、2006年（平成18年）3月、唐桑町と気仙沼市が合併し気仙沼市立唐桑小学校となる。

### 年表
出典：
- 1873年（明治6年）8月 - 紫微、中井、諏訪の3校に区分され創立
- 1884年（明治17年）10月 - 紫微校を廃し、中井・諏訪を唐桑小学校と改称する
- 1885年（明治18年）8月 - 中井・諏訪2校を廃し、本村中央に校舎を新築して唐桑中等小学校とする
- 1887年（明治20年） - 唐桑尋常小学校と改称する
- 1902年（明治35年）6月24日 - 唐桑尋常高等小学校と改称する
- 1913年（大正2年）7月 -宿区（現在地）に新校舎を建設し移転する
- 1939年（昭和14年）12月1日 - 校旗樹立
- 1941年（昭和16年）
  - 4月1日 - 宮城県本吉郡唐桑国民学校と改称する
  - 12月22日 - 中区に新校舎完成、高等科収容
- 1947年（昭和22年）
  - 4月1日 - 六三制新教育制度により宮城県本吉郡唐桑村立唐桑小学校と改称、中区校舎は新制中学校校舎となる
  - 11月30日 - 校歌制定
- 1953年（昭和28年）10月25日 - NHK全国唱歌コンクール県大会出場（優良校受賞）
- 1954年（昭和29年）10月10日 - NHK全国唱歌コンクール県大会出場
- 1955年（昭和30年）
  - 3月6日 - 町制施行により唐桑町立唐桑小学校と改称する
  - 9月29日 - NHK全国唱歌コンクール県大会出場
- 1956年（昭和31年）
  - 2月27日 - 校地校舎増改築落成式挙行
  - 10月8日 - NHK全国唱歌コンクール県大会出場
- 1961年（昭和36年）
  - 10月5日 - NHK全国唱歌コンクール県大会出場
  - 11月10日 - 健康優良学校、学校安全優良校受賞
- 1962年（昭和37年）
  - 3月10日 - 日本体育連盟より学校保健優良校受賞
  - 10月4日 - NHK全国唱歌コンクール県大会出場
  - 10月27日 - 健康優良学校、学校安全優良校受賞
- 1963年（昭和38年）10月1日 - 全国唱歌コンクール県大会出場
- 1966年（昭和41年）
  - 5月24日 - 県教委指定、NHK委嘱視聴覚教育研究指定を受ける（昭和41、42年度）
  - 7月26日 - 合唱コンクール県大会出場
- 1973年（昭和48年）10月27日 - 開校100周年記念式典挙行
- 1974年（昭和49年）11月16日 - 体育館落成式
- 1975年（昭和50年）
  - 4月8日 - 養護学級開級式
  - 9月18日 - 合唱コンクール県大会出場
- 1976年（昭和51年）9月20日 - 合唱コンクール県大会出場
- 1977年（昭和52年）
  - 9月1日 - NHK県音楽コンクール県大会出場
  - 12月25日 - 校舎増改築完成（鉄筋コンクリート3階建）
- 1978年（昭和53年）9月18日 - NHK県合唱コンクール県大会出場
- 1979年（昭和54年）4月1日 - 県教委、町教委より体育科の指定を受ける（昭和54、55年度）
- 1982年（昭和57年）10月15日 - 全日本良い歯の学校表彰受賞
- 1985年（昭和60年）10月13日 - 全日本良い歯の学校表彰受賞
- 1991年（平成3年）11月 - 県学校花壇コンクール優良校受賞
- 1992年（平成4年）11月14日 - 県学校花壇コンクール優良校受賞
- 1993年（平成5年）11月21日 - 県学校花壇コンクール優良校受賞
- 1994年（平成6年）
  - 5月19日 - 全国海岸協会より海岸功労者として表彰を受ける
  - 11月22日 - 県学校花壇コンクール優良校受賞
- 1996年（平成8年）12月11日 - 日本標準教育賞特別優秀学校賞受賞
- 1999年（平成11年）4月1日 - 特殊学級（情緒障害）ひまわり学級開設
- 2000年（平成12年）
  - 4月1日 - 特殊学級（知的障害）たんぽぽ学 級開設
  - 11月7日  宮城県健康教育推進学校として 県教育委員会教育長より表彰
- 2001年（平成13年）9月1日 - 県よい歯の学校入選表彰
- 2003年（平成15年）5月26日 - 宮城県北部地震
- 2006年（平成18年）
  - 3月31日 - 唐桑町と気仙沼市が合併し、気仙沼市立唐桑小学校と改称する
  - 6月12日 - 病弱学級設置
- 2008年（平成20年）10月 - 新しい環境教育の在り方に関する調査研究事業実践協力校（文科省指定）を受諾
- 2009年（平成21年）
  - 9月30日 - 新校舎完成
  - 10月28日 - ユネスコスクール加盟
  - 12月25日 -  プール完成
- 2011年（平成23年）
  - 3月11日 - 東日本大震災発生
  - 3月13日 - 避難所開設（7月まで）
- 2012年（平成24年）6月14日 - ソーラーパネル設置（非常用電源）
- 2013年（平成25年）4月1日 - 特別支援学級「かたくり」開設
- 2014年（平成26年）11月11日 - 東北地方ESD奨励賞（環境省）
- 2015年（平成27年）4月1日 - 学力向上サポートプログラム事業指定（国語科）
- 2016年（平成28年）
  - 2月3日 - 生物多様性推進活動優秀賞（宮城県）
  - 2月12日 - 太陽光発電パネル増設
  - 9月8日 - ユネスコ･アジア文化センター (ACCU)よりサステイナブル・スクー ル認定（3年間）
  - 12月3日 - 第7回ESD大賞においてユネスコスクール最優秀賞受賞
- 2018年（平成30年）4月8日 -小原木小学校と統合
- 2019年（令和元年）
  - 10月16日 - 全日本学校歯科保健優良校表彰（文部科学大臣賞受賞）
  - 11月9日 - 宮城県歯科保健大会表彰式（最優秀賞校受賞）
- 2020年（令和2年）12月3日 - 宮城県30年連続健康な口腔とよい歯の学校表彰
- 2021年（令和3年）
  - 2月18日 - 教育課程特例校指定（文部科学大臣）
  - 4月1日 - 教育課程特例校指定（気仙沼市教育委員会）
- 2024年（令和6年）4月1日 - 中井小学校と統合

## 学校行事
| - 4月 始業式，入学式 - 5月 運動会 - 6月 避難訓練 | - 7月 終業式 - 8月 始業式 - 9月 修学旅行、前期終了 | - 10月 - 11月 校内マラソン大会 - 12月 終業式 | - 1月 始業式 - 2月 6年生を送る会 - 3月 卒業式、修了式 |

## 通学区域
- 気仙沼市（行政区）[3]
  - 崎浜1区・崎浜2区・松圃1区・松圃2区・松圃3区・中井1区・中井2区・中井3区・中井4区・小鯖1区・小鯖2区・小鯖3区・中1区・中2区・中3区・鮪立1区・鮪立2区・鮪立3区・鮪立4区・鮪立5区・舞根1区・舞根2区・宿1区・宿2区・宿3区・石浜1区・石浜2区・石浜3区・只越1区・只越2区・舘1区・舘2区・大沢1区・大沢2区・大沢3区・大沢4区

## 進学先中学校
- 気仙沼市立唐桑中学校[3]

## 学区内の主な施設
- 気仙沼市唐桑総合支所
- 気仙沼市立唐桑中学校
- 気仙沼市立唐桑幼稚園
- 気仙沼市図書館唐桑分館
- 唐桑体育館
- 気仙沼警察署唐桑駐在所